# Predatore X
Il Predatore X (Predator X) è un personaggio dei fumetti creato da Craig Kyle e Christopher Yost (testi) più Paco Medina (disegni), pubblicato dalla Marvel Comics. Apparso per la prima volta sulle pagine di New X-Men n. 34 (marzo 2007), è una creatura nata in laboratorio e caratterizzata da un insaziabile fame di gene-X contenuto nel DNA mutante.

## Biografia del personaggio

### La caduta di Mercury
Scoperto il piano di Emma Frost per obbligare Laura ad abbandonare l'istituto, Cessily decide di portare l'amica a prendere un caffè a Salem Center. Durante la conversazione il locale viene fatto esplodere dagli agenti di Facility guidati da Kimura, precedente addestratrice di X-23, che riescono a catturare Cessily e a stordire Laura. Imprigionata in una capsula, a Cessily viene spiegato che ciò che Facility vuole da lei sono alcuni campioni della sua pelle di metallo liquido da applicare ad un non ben specificato numero di creature denominate Predatore X, commissionati dai Purificatori di Stryker. Soccorsa da Laura, Satiro e gli X-Men, Cessily riesce a reinglobare la pelle sottrattale da due Predatori mentre un terzo prende la via della fuga.

### Messiah Complex
Rintracciato il Predatore X fuggito, Matthew Risman diede l'ordine d'indirizzarlo alla volta di Dust in modo da ucciderla. Tuttavia, durante la strada verso lo Xavier Institute la creatura avverte l'odore del mutante per il quale era stato creato e si dirige alla volta dell'Alaska. Giunto a Cooperstown, luogo di nascita del primo mutante dopo la decimazione dell'M-Day, si ciba del gene-X contenuto nei cadaveri dei due Marauders Blockbuster e Prism. Ripresa la sua ricerca, divora un ignoto mutante canadese e poi si ciba di Peepers. Giunto finalmente allo Xavier Institute viene affrontato da Dust, Mercury e Rockslide che tuttavia riesce facilmente ad aggirare per entrare nell'edificio dove si appresta a divorare Indra per venire fermato da Surge, Gentle e Corazza. Dopo aver irrotto nell'infermeria, Pixie teleporta tutti quanti sull'isola Muir, alla ricerca di Laura che da sola era riuscita ad abbattere una di quelle creature. Non appena arrivati, il Predatore uccide Vertigo e si lancia all'attacco di Cable, Alfiere e la piccola messia. Giunti sul posto, Wolverine ed X-Force riescono ad aver ragione del mostro e ad ucciderlo.
Riapparso a fianco di Viper fra le strade di Madripoor, un nuovo Predatore X si scontra con Wolverine e Punisher.

### Nazione X
Utilizzati da alcuni misteriosi individui, cinque dei sei Predatori X modificati vengono caricati a bordo di un aereo pilotato da Scalphunter e diretto sull'isola di Utopia. Fatto esplodere il velivolo, uno degli esemplari muore nello schianto mentre gli altri quattro per mano degli X-Men.

## Poteri e abilità
Creato da Facility attraverso esperimenti di bio-ingegneria il Predatore X, oltre ad essere perennemente affamato di gene-X che riesce ad assorbire divorando mutanti, è particolarmente resistente ai danni arrecati al suo fisico grazie al mercurio organico assorbito da Mercury. Dotato di una forza ed una velocità fuori dal comune è capace di coprire grandi distanze senza mai interrompere la sua corsa e localizzare il gene-X anche a chilometri di distanza. Dotato di ghiandole capaci di secernere un acido tossico, ha dimostrato la sua vulnerabilità ai raggi energetici o al plasma; a differenza della sua epidermide esterna, quasi invulnerabile ed autorigenerativa, l'interno presenta una debolezza sostanziale nella difesa di questa creatura: punto, questo, sfruttato da Wolverine per ucciderne uno durante le fasi finali di Messiah Complex.